# Лох-Эрн
Лох-Эрн (ирл. Loch Éirne, англ. Lough Erne) — двойное озеро в Северной Ирландии площадью в 123 км² и глубиной в 69 метров (самое глубокое озеро острова Ирландия). Озеро судоходно; через него к заливу Донегол течёт река Эрн.
В озере расположено 154 острова (365, по другим оценкам); наиболее примечательны среди них Девениш (на котором сохранилась круглая ирландская башня XII века), остров Боа с кладбищем и двумя древними каменными идолами и Иништурк, купленный танцором Майклом Флетли; кроме того, среди остров озера — Ласти-Бег, Ластимор.
У данного озера жил святой Констант Ирландский; покровителем прихода в верхней части считается святой Конгалл.

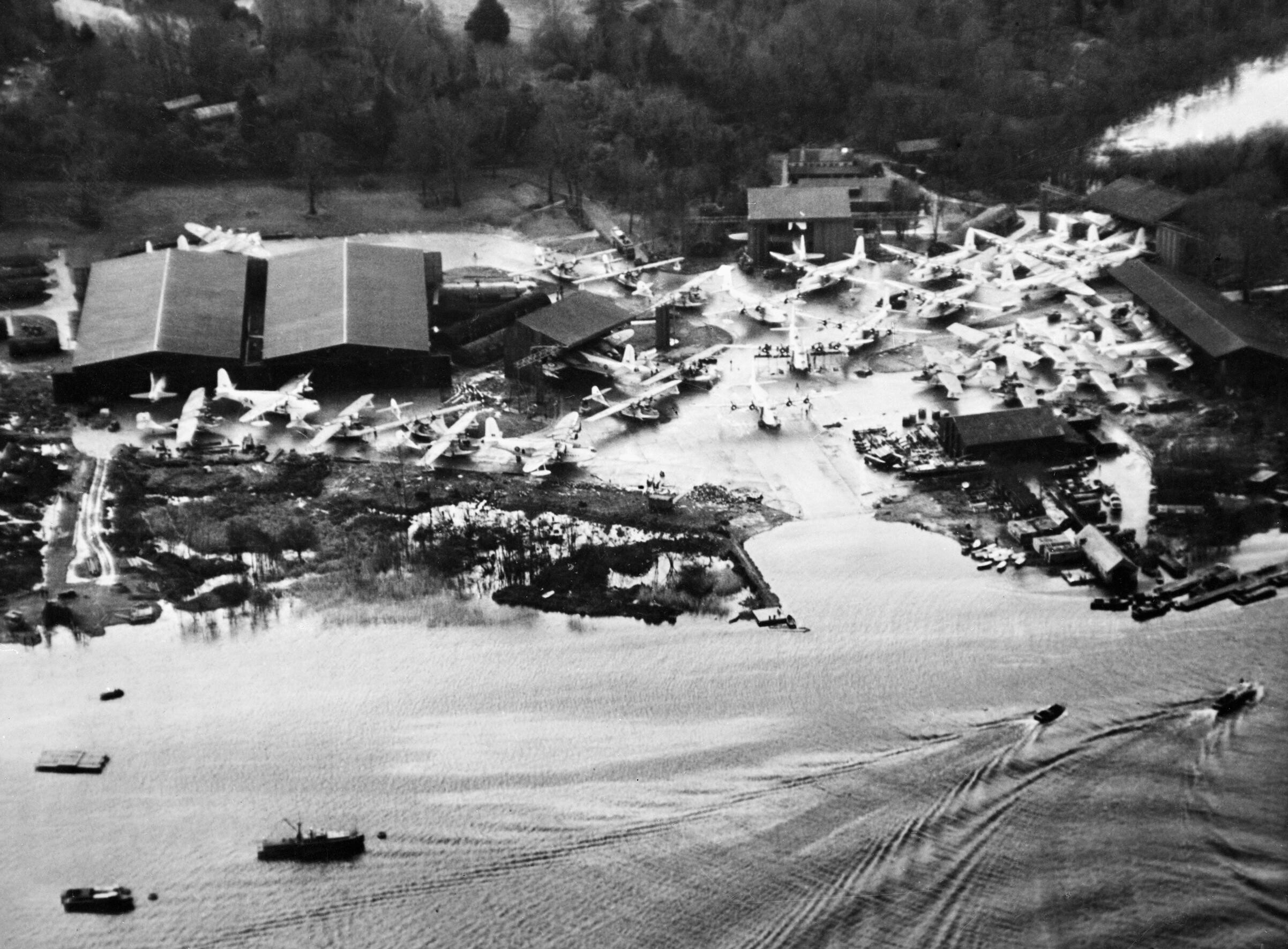
Январь 1945 года, различные летающие лодки базы RAF, вытащенные на берег после начала замерзания вод озера.

Во время Второй Мировой войны на озере действовала база Берегового Командования RAF Касл Аркдэйл, оперировавшая летающими лодками, преимущественно Short Sunderland и PBY Catalina. Ирландское правительство разрешало гидропланам пересекать полосу ирландской территории к западу от озера, что избавляло самолёты от необходимости огибать территорию нейтральной Ирландии с севера и увеличивало радиус действия авиации. Одна из Каталин (с частично американским экипажем из официально нейтральных США) базы 26 мая 1941 года обнаружил немецкий линкор Бисмарк, что привело к серии атак на него, с последующим морским боем и его потоплением. База была ликвидирована в 1945 году.
17 июня и 18 июня 2013 года в расположенном на озере одноимённом курорте проходил саммит «Большой восьмёрки» G-8.